# پری اسمیت
پری اسمیت (به انگلیسی: Perry Smith) سناتور سابق عضو حزب دموکرات ایالات متحده آمریکا بود. وی در سال ۱۸۳۷ تا ۱۸۴۳ میلادی سناتور ایالت کنتیکت در سنای ایالات متحده آمریکا بود.